# Luis Ramiro Beltrán
Luis Ramiro Beltrán Salmón (Oruro, 11 de febrero de 1930 - La Paz, 11 de julio de 2015) fue un periodista, escritor y teórico de la comunicación boliviano, hijo de Luis Humberto Beltrán y Bethsabé Salmón, ambos periodistas. Fue miembro de número de la Academia Boliviana de la Lengua, donde ocupó la silla U.

## Carrera
Inició su carrera en el periodismo a los 12 años en el diario La Patria, de Oruro, y continuó en el periódico La Razón, de La Paz. Fue fundador del semanario Momento y la estación de radio El Cóndor.
En Bolivia trabajó en el Servicio Agrícola Interamericano durante 1953. Prestó servicio en muchas organizaciones internacionales en América a lo largo de toda su vida: la CIESPAL en Ecuador; la ILET en México; la IPAL en Perú; la OPS (Organización Panamericana de la Salud) en Estados Unidos y Colombia; UNICEF en México y Colombia y UNESCO en Francia, Túnez, Perú, Panamá, Colombia y Guatemala, entre muchas otras.

## Teórico de la comunicación latinoamericana
Por su labor en la comunicación ha sido distinguido por la comunidad internacional, considerándoselo como uno de los teóricos de la comunicación latinoamericanos más importantes e influyentes, en Latinoamérica, Estados Unidos y Canadá. Habiendo sido en este último país distinguido, en 1983, con el Premio McLuhan-Teleglobe, premio mundial de comunicación otorgado a los más notorios en este ámbito. Además, ha recibido el premio boliviano Orden del Cóndor de los Andes; y, otras condecoraciones más, entre ellas, el Premio Nacional de Periodismo de Bolivia, en 1997, y un premio de la ALAIC (Asociación Latinoamericana de Investigadores de la Comunicación), en el 2007, por su labor en investigación.
Se lo conoce como uno de los fundadores de la Escuela Crítica Latinoamericana de Comunicación, una corriente de pensamiento crítica que propone un nuevo paradigma de comunicación para América Latina. Es especialmente reconocido por haber propuesto una democratización de la comunicación, idea que se materializaba con las Políticas Nacionales de Comunicación.
Las políticas públicas de comunicación que propuso Beltrán se inspiraron en un amplio estudio de teóricos de la comunicación como Wilbur Schramn, David K. Berlo, Daniel Lerner, Lucien Pye, entre otros. Estas se lanzaron por primera vez en 1971 en el comité de asesoramiento de la UNESCO, en el Programa Internacional de Investigaciones sobre Comunicación. 
Existen varias posturas que han analizado las políticas de Luis Ramiro Beltrán. Entre las más relevantes encontramos conclusiones indispensables para entender y ser parte de una comunicación mejor. 
- La primera es que la comunicación no es autoconsumatoria. Esto significa que debe tener un sentido, un motivo de ser y de actuar fijo.
- La segunda- y muy importante para entender a Beltrán- es que el desarrollo patrocina avances de la comunicación.

Y esto a su vez genera más desarrollo en general. Sin embargo se debe hacer la acepción aquí sobre que “desarrollo no es tener más, sino ser mejor”. Unido a esto, tenemos también que la comunicación es un agente de cooperación. No es una fuerza independiente, sino que está entrelazada con otros campos que actúan en conjunto. Luego está la importancia que da Beltrán a la racionalidad. Asevera que solo por medio de ella se puede ser eficaz en la labor comunicativa. Y de la mano de la racionalidad, encontramos que la única forma de aplicarla es por medio de la planificación.

## Áreas de estudio
Las principales áreas de estudio en las que Beltrán centró su trabajo, son:
- La incomunicación de las áreas rurales y regiones, debido al modelo dominante de oligarquía y dependencia del exterior.

- Las Políticas Nacionales de Comunicación, que buscan la democratización de la comunicación.

- La creación de un nuevo orden internacional de la información y la comunicación.

- La configuración de un modelo de comunicación alternativo “horizontal”, es decir, donde el emisor no estuviera en una posición superior a la del receptor, para generar una comunicación más abierta y democrática.

- La formación de inventarios regionales críticos de estudios en comunicación.

- La crítica a las teorías y métodos de información y comunicación exteriores, pues no se adaptan a la realidad y necesidades latinoamericanas.

## Publicaciones
Ha publicado diversos artículos y libros, entre los que destacan, El gran comunicador Simón Bolívar, donde habla sobre cómo Simón Bolívar logró sus objetivos de independencia y poder a través de la comunicación; Adiós a Aristóteles, en el cual critica a los paradigmas de comunicación importados de Estados Unidos; Memorias de papel sábana: con la tinta impresa en las venas, un conjunto de crónicas sobre su experiencia como periodista; e Investigación sobre comunicación en Latinoamérica: inicio, trascendencia y proyección, una compilación de textos sobre la investigación y la comunicación en el continente.

## Obra
- Comunicación dominada: Estados Unidos en los medios de América Latina, 1980
- Panorama de la poesía boliviana: reseña y antología, 1982
- Bibliografía de estudios sobre comunicación en Bolivia, 1990
- El gran comunicador Simón Bolívar, 1998
- Comunicación, política y desarrollo, 2014